# Nomada psilocera
Nomada psilocera là một loài Hymenoptera trong họ Apidae. Loài này được Kohl mô tả khoa học năm 1908.